# Barco de Avintes
O Barco de Avintes era um tipo de embarcação similar ao Barco Valboeiro e recebiam uma classificação de acordo com o seu uso (por exemplo: Barco das Toucinheiras).
A vante tinha uma vela de pendão colocada num mastro, media entre 17 a 18 metros e o seu leme era uma pá longa (similar ao Barco Rabelo).
Tinha uma lotação de 2 ou 3 marinheiros, e podia levar passageiros, possuindo bancos para os acomodar e um toldo de protecção.